# Уржум
Уржум (на руски: Уржу́м; мари: Вӱрзым, Vürzym или Ӱржӱм, Üržüm ) е град и административен център на Уржумски окръг в Кировска област, Русия, разположен на левия бряг на река Уржумка.

## История
За първи път се споменава през 1554 г. като марийски град. Градът е кръстен на реката, въпреки че името няма надеждна етимология. През 1584 г. Уржум е възстановен като руска крепост с цел да потисне бунтовете на марийци и татари. Със статут на град му е предоставен през 1796 г.

## Личности
- Сергей Киров